# Habrodera capensis
Habrodera capensis is een keversoort uit de familie van de loopkevers (Carabidae). De wetenschappelijke naam van de soort is gepubliceerd in 1764 door Linnaeus.